# (3856) Lutskij
(3856) Lutskij est un astéroïde de la ceinture principale.

## Description
(3856) Lutskij est un astéroïde de la ceinture principale. Il fut découvert le 26 août 1976 à Naoutchnyï par Nikolaï Tchernykh. Il présente une orbite caractérisée par un demi-grand axe de 2,88 UA, une excentricité de 0,06 et une inclinaison de 1,4° par rapport à l'écliptique.

## Compléments